# Substrat (kemi)

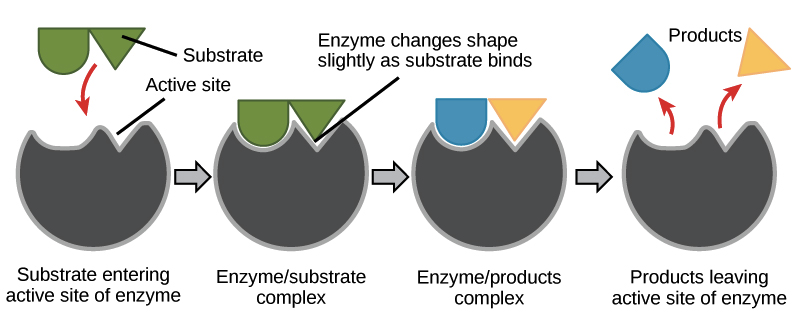

Ett substrat är den molekyl som binder till den aktiva ytan i ett enzym, varpå enzymet katalyserar en kemisk reaktion som gör att substratet omvandlas till en produkt. Produkten är på något vis kemiskt modifierad jämfört med det ursprungliga substratet, exempelvis reducerad, oxiderad eller metylerad.
Termen används i liknande betydelse inom syntetisk och organisk kemi, där substratet är den intressanta kemikalien som modifieras. Inom biokemi är ett enzymsubstrat det material som ett enzym verkar på. När man hänvisar till Le Chateliers princip är substratet det reagens vars koncentration ändras.
| Spontan reaktion S → P - där S är substrat och P är produkt. | Katalyserad reaktion S + C → P + C - där S är substrat, P är produkt och C är katalysator. |

I meningen kemisk reaktion kan det utgöra en yta på vilken andra kemiska reaktioner utförs eller spela en stödjande roll i en mängd olika spektroskopiska och mikroskopiska tekniker, som diskuteras i de första underavsnitten nedan.

## Mikroskopi
I tre av de vanligaste mikroskopiteknikerna i nanoskala, atomkraftsmikroskopi (AFM), sveptunnelmikroskopi (STM) och transmissionselektronmikroskopi (TEM), krävs ett substrat för provmontering. Substraten är ofta tunna och relativt fria från kemiska egenskaper eller defekter. Vanligtvis används silver-, guld- eller kiselfolie på grund av deras lätthet att tillverka och bristen på störningar i mikroskopidata. Prover avsätts på substratet i fina lager där det kan fungera som ett fast stöd med pålitlig tjocklek och formbarhet. Jämnheten hos substratet är särskilt viktig för dessa typer av mikroskopi eftersom de är känsliga för mycket små förändringar i provhöjden.
Olika andra substrat används i specifika fall för att rymma en mängd olika prover. Termiskt isolerande substrat krävs till exempel för AFM av grafitflingor, och ledande substrat krävs för TEM. I vissa sammanhang kan ordet substrat användas för att referera till själva provet, snarare än det fasta underlaget som det är placerat på.

## Spektroskopi
Olika spektroskopiska tekniker kräver också att prover monteras på substrat som pulverdiffraktion. Denna typ av diffraktion, som involverar att rikta kraftiga röntgenstrålar mot pulverprover för att härleda kristallstrukturer, utförs ofta med ett amorft substrat så att det inte stör den resulterande datainsamlingen. Kiselsubstrat används också ofta på grund av deras kostnadseffektiva natur och relativt små datainterferens vid röntgeninsamling.
Enkristallsubstrat är användbara vid pulverdiffraktion eftersom de kan särskiljas från provet av intresse i diffraktionsmönster genom att differentiera efter fas.

## Atomskiktsavsättning
Vid atomskiktsavsättning fungerar substratet som en initial yta på vilken reagenser kan kombineras för att exakt bygga upp kemiska strukturer. En mängd olika substrat används beroende på reaktionen av intresse, men de binder ofta reagenserna med viss affinitet för att tillåta att de fastnar på substratet.
Substratet exponeras för olika reagens sekventiellt och tvättas däremellan för att avlägsna överskott. Ett substrat är kritiskt i denna teknik eftersom det första lagret behöver en plats att binda till så att det inte går förlorat när det exponeras för den andra eller tredje uppsättningen reagens. 

## Biokemi
Inom biokemi är substratet en molekyl på vilken ett enzym verkar. Enzymer katalyserar kemiska reaktioner som involverar substratet/substraten. I fallet med ett enda substrat binder substratet till det aktiva enzymet och ett enzym-substratkomplex bildas. Substratet omvandlas till en eller flera produkter, som sedan släpps från den aktiva platsen. Det aktiva stället är sedan fritt att acceptera en annan substratmolekyl. I fallet med mer än ett substrat kan dessa binda i en viss ordning till det aktiva stället innan de reagerar tillsammans för att producera produkter. Ett substrat kallas 'kromogent' om det ger upphov till en färgad produkt när det påverkas av ett enzym. I histologiska enzymlokaliseringsstudier kan den färgade produkten av enzymverkan ses under ett mikroskop, i tunna sektioner av biologiska vävnader. På liknande sätt kallas ett substrat "fluorogent" om det ger upphov till en fluorescerande produkt när det påverkas av ett enzym.
Till exempel är ostmassabildning (löpekoagulation) en reaktion som uppstår när enzymet rennin tillsätts mjölk. I denna reaktion är substratet ett mjölkprotein (till exempel kasein) och enzymet är rennin. Produkterna är två polypeptider som har bildats genom klyvningen av det större peptidsubstratet. Ett annat exempel är den kemiska nedbrytningen av väteperoxid som utförs av enzymet katalas. Eftersom enzymer är katalysatorer förändras de inte av de reaktioner de utför. Substratet/substraten omvandlas emellertid till produkt/produkter. Här omvandlas väteperoxid till vatten och syrgas,
E + S <-> ES -> EP <-> E + P
där E är enzym, S är substrat och P är produkt
Medan de första (bindande) och tredje (avbindande) stegen i allmänhet är reversibla, kan mellansteget vara irreversibla (som i rennin- och katalasreaktionerna som nyss nämnts) eller reversibla (till exempel många reaktioner i glykolysens metaboliska väg).
Genom att öka substratkoncentrationen kommer reaktionshastigheten att öka på grund av sannolikheten att antalet enzym-substratkomplex kommer att öka. Detta sker tills enzymkoncentrationen blir den begränsande faktorn.

## Substratpromiskuitet
Även om enzymer vanligtvis är mycket specifika, kan vissa utföra katalys på mer än ett substrat, en egenskap som kallas enzympromiskuitet. Ett enzym kan ha många naturliga substrat och bred specificitet (till exempel oxidation av cytokrom p450s) eller så kan det ha ett enda naturligt substrat med en uppsättning liknande ickenativa substrat som det kan katalysera med någon lägre hastighet. Substraten som ett givet enzym kan reagera med in vitro, i en laboratoriemiljö, behöver inte nödvändigtvis återspegla de fysiologiska, endogena substraten för enzymets reaktioner in vivo. Det vill säga att enzymer inte nödvändigtvis utför alla reaktioner i kroppen som kan vara möjliga i laboratoriet. Till exempel medan fettsyraamidhydrolas (FAAH) kan hydrolysera endokannabinoiderna 2-arakidonoylglycerol (2-AG) och anandamid med jämförbara hastigheter in vitro, genetiska eller farmakologiska störningar av FAAH höjer anandamid men inte 2-AG, vilket tyder på att 2-AG inte är en endogen, in vivo-substrat för FAAH. I ett annat exempel observeras N-acyltaurinerna (NAT) öka dramatiskt hos FAAH-störda djur, men är faktiskt dåliga FAAH-substrat in vitro.

### Känslighet
Känsliga substrat, även kända som känsliga indexsubstrat, är läkemedel som visar en ≥5-faldig ökning av AUC med starka indexhämmare av en given metabolisk väg i kliniska läkemedelsinteraktionsstudier (DDI).
Måttligt känsliga substrat är läkemedel som visar en ökning av AUC på ≥2 till <5 gånger med starka indexhämmare av en given metabolisk väg i kliniska DDI-studier.

#### Interaktion mellan substrat
Metabolism av samma cytokrom P450 isozym kan resultera i flera kliniskt signifikanta läkemedelsinteraktioner.